# 7600 Ваккі
7600 Ваккі (7600 Vacchi) — астероїд головного поясу, відкритий 9 вересня 1994 року.
Тіссеранів параметр щодо Юпітера — 3,347.